# Кларк (округ, Айова)
Шаблон:StateAbbr_ 41°01′22″ пн. ш. 93°47′11″ зх. д. / 41.022777777778° пн. ш. 93.786388888889° зх. д.
Округ  Кларк (англ. Clarke County) — округ (графство) у штаті  Айова, США. Ідентифікатор округу 19039.

## Історія
Округ утворений 1846 року.

## Демографія
За даними перепису 
2000 року 
загальне населення округу становило 9133 осіб, зокрема міського населення було 4264, а сільського — 4869.
Серед мешканців округу чоловіків було 4496, а жінок — 4637. В окрузі було 3584 домогосподарства, 2498 родин, які мешкали в 3934 будинках.
Середній розмір родини становив 3,01.
Віковий розподіл населення поданий у таблиці:
| Стать    | До 15 років | 15-21 | 22-29 | 30-39 | 40-49 | 50-65 | 65-85 | Понад 85 |
| -------- | ----------- | ----- | ----- | ----- | ----- | ----- | ----- | -------- |
| Чоловіки | 1009        | 453   | 381   | 594   | 724   | 704   | 549   | 82       |
| Жінки    | 939         | 414   | 370   | 616   | 672   | 697   | 739   | 190      |

## Суміжні округи
- Воррен — північний схід
- Декатур — південь
- Лукас — схід
- Юніон — захід
- Медісон — північний захід

## Виноски
1. ↑  U.S. Decennial Census. United States Census Bureau. Архів оригіналу за 12 Травня 2015. Процитовано 1 серпня 2013.
2. ↑  Historical Census Browser. University of Virginia Library. Архів оригіналу за 11 Серпня 2012. Процитовано 20 липня 2014.
3. ↑  Population of Counties by Decennial Census: 1900 to 1990. United States Census Bureau. Архів оригіналу за 22 Квітня 2014. Процитовано 20 липня 2014.
4. ↑  Census 2000 PHC-T-4. Ranking Tables for Counties: 1990 and 2000 (PDF). United States Census Bureau. Архів оригіналу (PDF) за 18 Грудня 2014. Процитовано 20 липня 2014.
5. ↑  State & County QuickFacts. United States Census Bureau. Архів оригіналу за 24 Січня 2016. Процитовано 14 липня 2014.(англ.) Наведено за англійською вікіпедією.
6. ↑  American FactFinder. Бюро перепису населення США. Архів оригіналу за 29 липня 2011. Процитовано 31 січня 2008.

| США | Це незавершена стаття з географії США. Ви можете допомогти проєкту, виправивши або дописавши її. |